# Leopold Stiefel
Leopold Stiefel (* 19. Februar 1945 in Braunau am Inn, Österreich) ist als federführender Gründer der Elektro-Kette Media Markt ein deutscher Unternehmer und war bis 2013 mit zuletzt 2,97 % Minderheiteneigentümer der Media-Saturn-Holding.

## Beruflicher Werdegang
Nach dem Abschluss der Volksschule im Jahr 1959 absolvierte Stiefel eine Lehre zum Einzelhandelskaufmann bei der Ingolstädter Elektrohandelsfirma Dreyer & Schnetzer und arbeitete dort ab 1960 als Verkäufer. Von 1964 bis 1968 war er Fachberater und Abteilungsleiter bei J. Fröschl & Co. Anschließend arbeitete er bei der Ingolstädter Firma FEG Kellerhals, einem Fachhändler für Fernseh- und Elektrogeräte mit fünf Filialen, und stieg dort 1979 im Zuge der Media-Markt-Gründung zum Geschäftsführer und Gesellschafter auf.
Zusammen mit dem FEG-Eigentümer Erich Kellerhals entwickelte Stiefel in seiner Zeit bei FEG Kellerhals, in der die damals neuartigen SB-Warenhäuser erfolgreich in den Markt drängten und Fachhändlern Marktanteile abnahmen, das anfänglich selbst von den Banken belächelte Konzept für einen großflächigen Elektro-Markt in städtischer Randlage. Die Branche war damals geprägt von kleinen Fachhändlern mit überschaubarer Auswahl, zu denen seinerzeit auch FEG Kellerhals gehörte. Im Jahr 1979 erfolgte gemeinsam mit dem Ehepaar Helga und Erich Kellerhals, das in Ingolstadt seit 1963 mit Ölöfen, Elektrogeräten und Fahrrädern handelte, und mit dem Werbefachmann und ehemaligen Karstadt-Mitarbeiter Walter Gunz die Gründung und Eröffnung des ersten Media Marktes in München.
Am 31. Dezember 2006 schied er aus gesundheitlichen Gründen als Geschäftsführer der Media-Saturn-Holding aus, erhielt dort aber anschließend einen Beratervertrag bis Ende 2008. Stiefels Verhältnis zum Ehepaar Kellerhals, und zu Walter Gunz, gilt zwischenzeitlich als angespannt.
2011 reichte Stiefel zusammen mit Erich Kellerhals Klage gegen die Metro AG ein, welche mit rund 75 % Haupteignerin der Media-Saturn-Holding war. Die Metro AG beabsichtigte mittels eines neu eingerichteten Beirates die Sperrminorität auszuhebeln, welchen den beiden Firmengründern trotz Minderheitenbeteiligung aufgrund der Gesellschafterverträge zustand.
Im Januar 2013 teilte Leopold Stiefel mit, seine Familie verkaufe ihren Anteil an die Metro AG. Der Transaktionspreis betrug rund 230 Mio. EUR.

## Gesellschaftliches und politisches Engagement
Für die CSU war Stiefel vom 1. Mai 2002 bis zum 30. April 2014 Mitglied im Ingolstädter Stadtrat.
Stiefel ist Beiratsvorsitzender der ERC Ingolstadt Eishockeyclub GmbH, die den Ligabetrieb des ERC Ingolstadt organisiert, und engagiert sich im Lions Club Ingolstadt als Vizepräsident.

## Familie und Privates
Stiefel wurde als Kind einer in den Kriegswirren aus Jugoslawien fliehenden Familie in Braunau am Inn geboren und kam 1951 in den Raum Ingolstadt, wo er seitdem wohnt. Unter seinen vier Geschwistern befindet sich mit seinem jüngerer Bruder Heinrich (geb. 1949), der Inhaber der Firma Stiefel Eurocart in Lenting nahe Ingolstadt ist, ein weiterer Unternehmer.
Stiefel ist verheiratet und hat drei Kinder (Christian Stiefel, Michael Stiefel und Meike Stiefel). Seit der Trennung von seiner dritten Ehefrau Marion, ist Herr Stiefel mit Frau Pia Stiefel (geb. Marx) verheiratet.
Zu Stiefels Hobbys zählen das Sammeln von Ferraris, das Harley-Davidson-Fahren und das Golfspielen. Ebenfalls hat er eine große Leidenschaft für den ERC Ingolstadt.

## Auszeichnungen
- 2008: Bundesverdienstkreuz am Bande.[18]

- 2016: Ehrenbürger der Stadt Ingolstadt